# 六興境保西宮

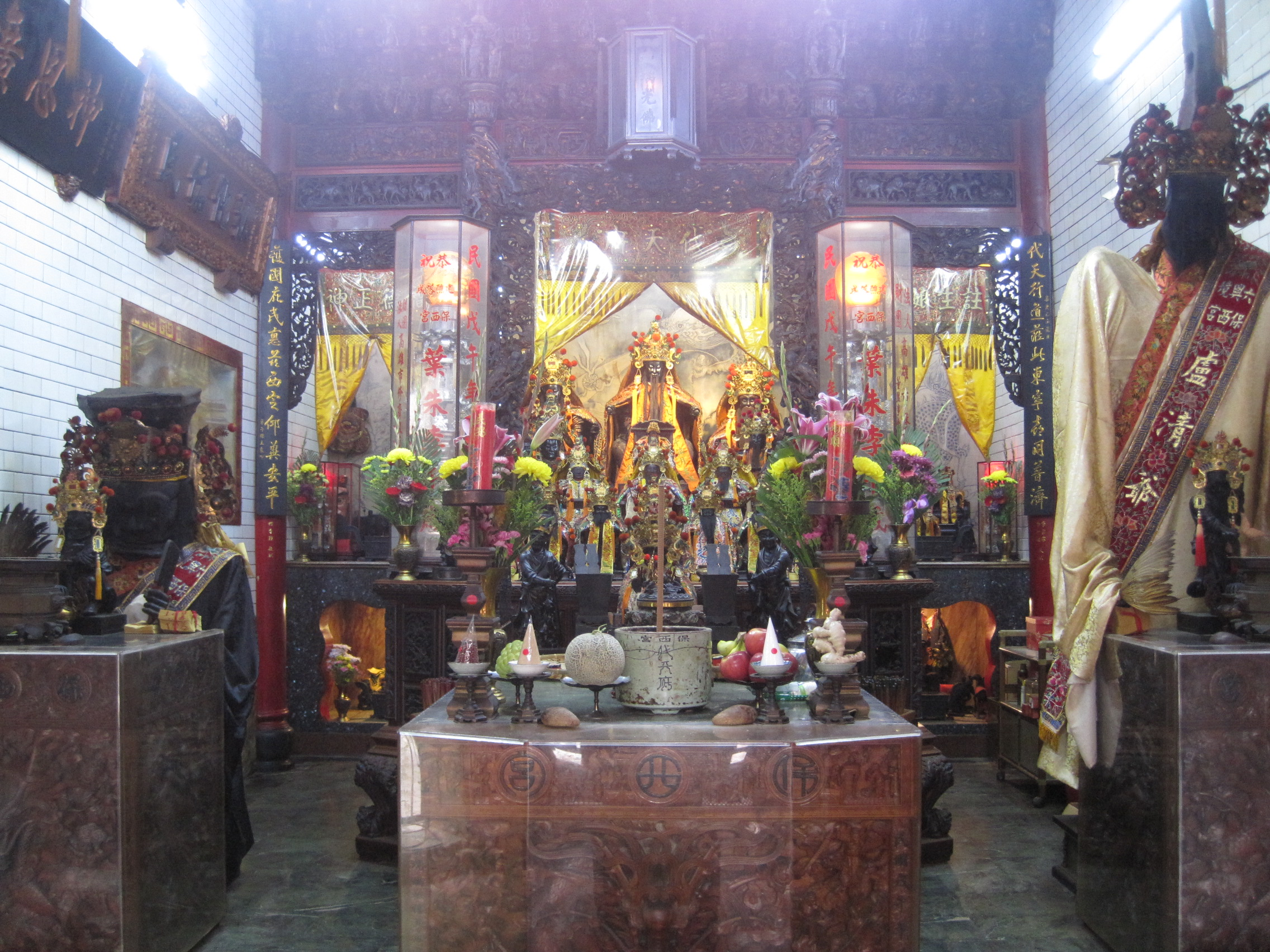
正殿

六興境保西宮位於臺灣臺南市中西區，全稱六興境代天府保西宮，是主祀 葉、朱、李三府千歲的廟宇。過去因為此廟，而將所在的里命名為「保西里」。此外民生路一段181巷（廟前橫街）過去也因為此廟而稱為「保西宮街」民生路。

## 沿革
保西宮最早的文獻記載可追溯到《重修臺灣縣志》（1752年），當時記為草仔寮的王公大人廟。創建年代約為康熙五十七年（1718年）。嘉慶五年（1800年）重修，舉人張文雅獻「威鎮海疆」匾。
民國67年（1978年）再次重修。